# The Daily Telegraph (Australia)
The Daily Telegraph è un quotidiano australiano pubblicato a Sydney da Nationwide News, società controllata dall'azienda statunitense News Corporation.
Fondato nel 1879, deve il proprio nome al quotidiano britannico The Daily Telegraph.